# Vrcha (kopec)
Vrcha (řídč. Vrchy) je částečně zalesněný kopec v obce Divišov v Posázaví. Dosahuje výšky 533 m n. m. a ční nad údolím Křešického potoka a Blanice. Na jeho vrcholu byla v letech 1966–1967 postavena vojenská naváděcí věž, kolem níž vede 7 km dlouhá naučná stezka rytíře Kryštofa Jana Šice z centra Divišova do Českého Šternberka. Na vrcholu Vrchy již v minulosti stála dřevěná triangulační věž, která byla funkční zhruba do roku 1952. Severovýchodní strana kopce byla zastavěna rodinnými domy v letech 2001-2005 (Vrcha I, Vrcha II), výstavba dodnes pokračuje a připravuje se 3.etapa západním směrem od vrcholu k silnici, z jižní strany je starý ovocný sad s usedlostí v Měchnově a louky s původní úvozouvou cestou. Severozápadně od vrcholu prochází biokoridor pro zvěř. Kopec protíná i podzemní trasa vodovodu z Želivky do Prahy.Na severním svahu je středně velký logistický areál (vlastník CPI), který je od průhledu z dálnice D1 a okolních kopců zakryt umělým náspem a vysázeným stromořadím.